# Mîkolaiivka, Hornostaiivka
Mîkolaiivka (în ucraineană Миколаївка) este un sat în comuna Kosteantînivka din raionul Hornostaiivka, regiunea Herson, Ucraina.

## Demografie
Componența lingvistică a localității Mîkolaiivka
     Ucraineană (99,07%)
     Alte limbi (0,92%)
Conform recensământului din 2001, majoritatea populației localității Mîkolaiivka era vorbitoare de ucraineană (99,07%), existând în minoritate și vorbitori de alte limbi.